# 小川超
小川 超（おがわ ちょう、1918年 - 1982年11月30日）は、日本のドイツ文学者、翻訳家。

## 人物・来歴
愛媛県生まれ。浦和高等学校（旧制）卒、1948年東京帝国大学文学部独文科卒。立教大学教授、横浜市立大学教授、東京大学教養学部教授、1979年定年、名誉教授、お茶の水女子大学教授、図書館情報大学教授を務め、在任中に死去した。ドイツ文学の子供向け翻訳を多くした。

## 著書
- 『山河ありて 画歌集』（短歌新聞社） 1979.5

### 共著
- 『名詞・冠詞・代名詞』（堀内明共著、白水社、ドイツ語学文庫） 1958

## 翻訳
- 「ハーモニカを持ったアーベル」（マンフレート・ハウスマン、角信雄共訳、東京創元社、『世界少年少女文学全集(ドイツ編2) 』） 1958
- 『三人の巨匠』「ディケンズ」（ツヴァイク、みすず書房、ツヴァイク全集5） 1961
- 『窓の灯』（H・V・ドーデラー、白水社） 1964
- 『わたしたちの物理学』（ハンス・ドミニク、エーリヒ・シュナイダー編、白水社） 1965
- 『追われてゆく動物たち』（スヴェン・フレロン、ポプラ社、フレロン動物文学集） 1969
- 『のろ鹿チオの冒険』（スヴェン・フレロン、ポプラ社、フレロン動物文学集） 1969
- 『山の家の少女』（リーゼ・ガスト、ポプラ社） 1970
- 『若い日の苦しみ』（リーゼ・ガスト、学習研究社、ジュニア世界の文学） 1970
- 『南海の航海王』（クルト・リュートゲン、学習研究社、アドベンチャー・ブックス） 1971
- 『悪魔の美貌』（テオドール・フォンターネ、中央公論社、世界の文学 新集12） 1972
- 『ウィルヘルム・テル』（フリードリヒ・フォン・シラー、集英社、母と子の名作文学） 1973
- 『ジャングル・ブック』（ラドヤード・キプリング、集英社、母と子の名作童話） 1974
- 『愛の一家』（アグネス・ザッパー、集英社、マーガレット文庫、世界の名作） 1975
- 『若きウェルテルの悩み』（ゲーテ、集英社、ジュニア版世界の文学） 1975
- 『スイスのロビンソン』（ヨハン・ダビット・ウィース、学習研究社） 1977
- 『世界の民話5 東欧2』（ぎょうせい） 1977.8
- 『世界の民話23 パプア・ニューギニア』（ぎょうせい） 1978.12
- 『世界の民話18 イスラエル』（ぎょうせい） 1978.3
- 『てん子ちゃんとアントン』（エーリヒ・ケストナー、集英社、子どものための世界名作文学） 1979.4
- 『パンドーラー祝祭劇』（ゲーテ、潮出版社、ゲーテ全集5） 1980.1
- 『古代クレタ文明 エーゲ文明の謎』（ハンス・バルス、関楠生共訳、佑学社） 1981.9